# KPR Kobierzyce
Klub Piłki Ręcznej Gminy Kobierzyce – polski żeński klub piłki ręcznej, powstały w 1998 w Kobierzycach. Od 2016 występuje w Superlidze.

## Historia
Klub został zarejestrowany jako stowarzyszenie w 1998. Początkowo zajmował się tylko szkoleniem dzieci i młodzieży. W sezonie 2004/2005 zdobył brązowy medal mistrzostw Polski młodziczek, natomiast w sezonie 2006/2007 wywalczył brązowy medal mistrzostw Polski dziewczynek.
W sezonie 2011/2012 w klubie utworzono drużynę seniorek, która po dwóch latach gry w II lidze awansowała do I ligi. W debiutanckim sezonie 2013/2014 w I lidze KPR Kobierzyce zajął 3. miejsce, natomiast w sezonie 2014/2015 uplasował się na 5. pozycji. W sezonie 2015/2016 odniósł 13 zwycięstw, zanotował jeden remis i poniósł cztery porażki. W tabeli I ligi zajął 2. miejsce ze startą dwóch punktów do zwycięskiego SPR-u Olkusz. Z olkuską drużyną, z którą rywalizował o awans do Superligi, przegrał w kończącym sezon spotkaniu wyjazdowym (26:32; 7 maja 2016), co zadecydowało o tym, że to SPR awansował do najwyższej klasy rozgrywkowej. SPR Olkusz zrezygnował jednak z gry w Superlidze, a miejsce w niej przypadło KPR-owi Kobierzyce. W związku z awansem do Superligi, klub z Kobierzyc potroił swój budżet.
W Superlidze KPR Kobierzyce zadebiutował 3 września 2016, przegrywając na wyjeździe z Pogonią Szczecin (13:32). Pierwsze zwycięstwo w najwyższej klasie rozgrywkowej odniósł 1 października 2016,  pokonując Olimpię-Beskid Nowy Sącz (28:27). W rundzie zasadniczej KPR Kobierzyce wygrał łącznie sześć meczów, a 16 przegrał. Z dorobkiem 12 punktów na koncie (8. miejsce) przystąpił do gry o utrzymanie. W 10 meczach III i IV rundy odniósł pięć zwycięstw i poniósł pięć porażek. Z łącznym bilansem 11 wygranych i 21 porażek zakończył sezon 2016/2017 na 9. pozycji w tabeli. Najlepszą strzelczynią KPR-u była Anna Mączka, która zdobyła 178 goli.

## Sukcesy
- Mistrzostwo Polski:
  -  2x: 2. miejsce: 2021, 2024
  -  4x: 3. miejsce: 2020, 2022, 2023, 2025

- Puchar Polski:
  -  1x: 1. miejsce: 2021/22

- Superpuchar Polski:
  -  1x: 2. miejsce: 2024

## Kadra w sezonie 2017/2018
Opracowano na podstawie materiału źródłowego.
| Bramkarki - 1. Monika Ciesiółka - 12. Magdalena Słota Rozgrywające - 5. Beata Skalska - 7. Anna Mączka - 8. Grażyna Janczak - 13. Monika Kaźmierska - 23. Edyta Charzyńska - 24. Jagoda Linkowska - 26. Zuzanna Mazguła - 27. Dominika Daszkiewicz - 30. Magdalena Sobczyk - 31. Julia Walczak - 77. Marta Dąbrowska | Skrzydłowe - 3. Kinga Jakubowska - 6. Paulina Wojda - 22. Mariola Wiertelak Obrotowe - 10. Elżbieta Wesołowska - 93. Martyna Michalak |

## Bilans sezonów
| Sezon     | Liga      | Miejsce | M  | W  | R | P  | Bramki  | Źródło |
| --------- | --------- | ------- | -- | -- | - | -- | ------- | ------ |
| 2013/2014 | I liga    | 3.      | 22 | 12 | 3 | 7  | 613–561 | [ 8 ]  |
| 2014/2015 | I liga    | 5.      | 22 | 11 | 1 | 10 | 588–563 | [ 8 ]  |
| 2015/2016 | I liga    | 2.      | 18 | 13 | 1 | 4  | 478–405 | [ 8 ]  |
| 2016/2017 | Superliga | 9.      | 32 | 11 | 0 | 21 | 729–858 | [ 8 ]  |
| 2017/2018 | Superliga | 7.      | 32 | 19 | 1 | 13 | 841-808 | [ 8 ]  |
| 2018/2019 | Superliga | 6.      | 30 | 15 | 2 | 15 | 765-771 | [ 8 ]  |
| 2019/2020 | Superliga | 3.      | 20 | 13 | 0 | 7  | 532-498 | [ 8 ]  |